# Laghnadra
Laghnadra (franska: Laghnadra (CR), Laghnadra (Commune Rurale), arabiska: زاوية لقواسم) är en kommun i Marocko.   Den ligger i provinsen Sidi Bennour och regionen Casablanca-Settat, 230 km sydväst om huvudstaden Rabat. Antalet invånare är 32 091.